# کیستوون (ویرجینیای غربی)
کیستوون(به انگلیسی: Keystone) شهری در ایالت ویرجینیای غربی کشور ایالات متحده آمریکا است که جمعیت آن در سرشماری سال ۲۰۱۰ میلادی، ۲۸۲ نفر بوده‌است.